# Liste der Radrouten in Thüringen

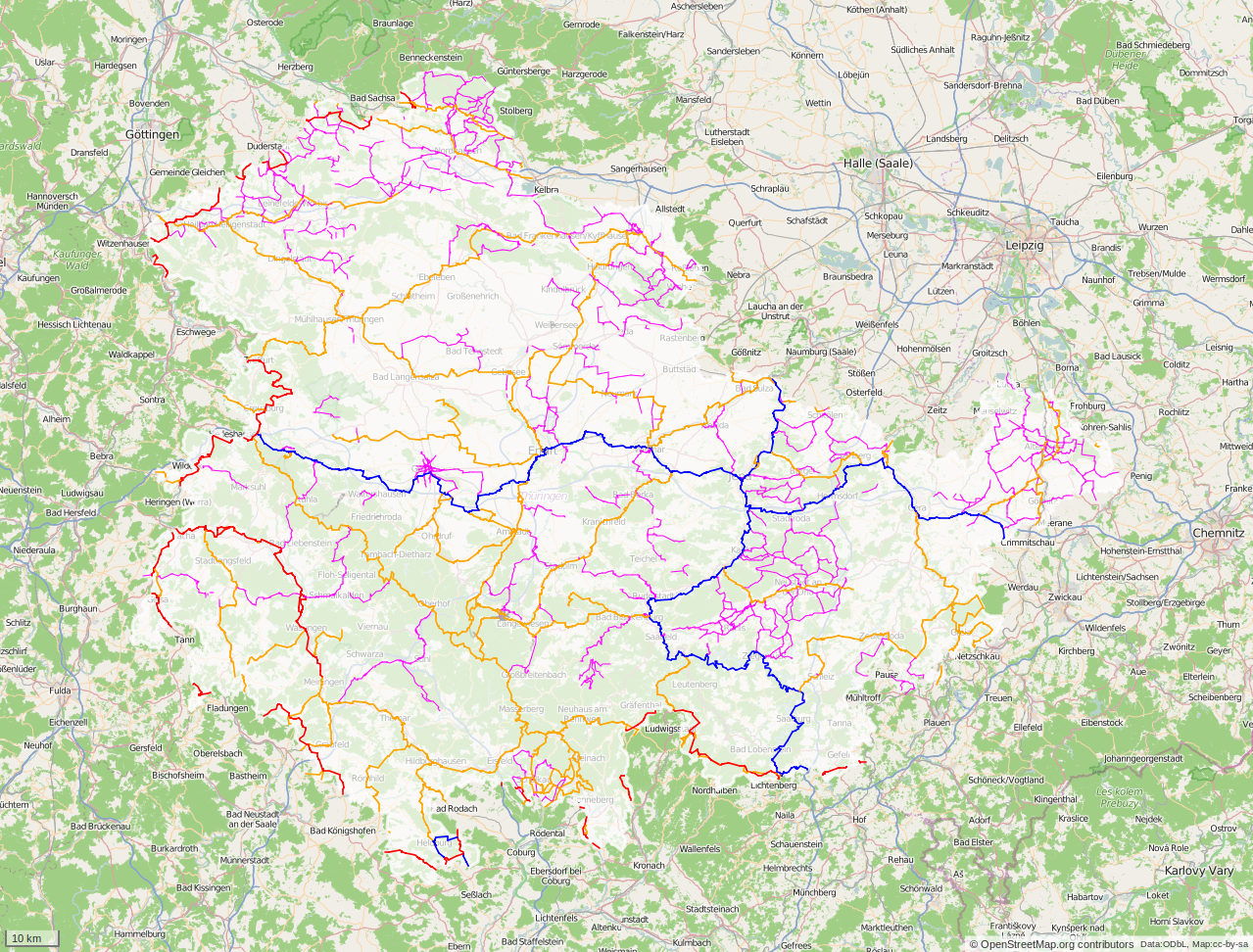
Radrouten Thüringens

Die Liste der Radrouten in Thüringen enthält touristische Fern- und regionale Radrouten in Thüringen. Während das Bundesland auf den Fernradrouten etappenweise durchquert wird, verbleiben Radfahrer auf regionalen Radrouten überwiegend innerhalb Thüringens. Die Sammlung ist als Einstiegspunkt zur Beschreibung der verschiedenen Radwanderrouten gedacht. Aufnahmekriterien sind eine routenorientierte Markierung vor Ort, die durch Land, Kommune oder lokale Vereine instand gehalten wird. Rein innerstädtische Routen, die dem Alltagsverkehr dienen, werden in dieser Liste nicht behandelt.
| Logo | Name                               | · von                     | · Stationen · (Auswahl) | · bis                       | · Länge · (ca.)                                            | Bahntrasse                                                                              | · Mindeststandards | ♺Rundkurs | Lagekarte | · Streckenprofil und · Kommentare                                     |
| ---- | ---------------------------------- | ------------------------- | --- | --------------------------- | ---------------------------------------------------------- | --------------------------------------------------------------------------------------- | ------------------ | --------- | --- | --------------------------------------------------------------------- |
|      | Apfelstädt-Radweg                  |                           | Tambach-Dietharz ↔ Günthersleben ↔ Wechmar |                             | 27 km                                                      |                                                                                         |                    |           | |                                                                       |
|      | Bach-Rad-Erlebnis-Route            |                           | Arnstadt ↔ Günthersleben ↔ Wechmar ↔ Ohrdruf ↔ Luisenthal ↔ Crawinkel |                             | 69 km                                                      |                                                                                         |                    | ♺         | |                                                                       |
|      | Bergbauroute (GRZ)                 |                           | Ronneburg ↔ Naulitz ↔ Korbußen ↔ Löbichau ↔ Beerwalde |                             | 23 km                                                      |                                                                                         |                    |           | |                                                                       |
|      | Bergbauroute (SLF)                 |                           | Saalfeld ↔ Unterwellenborn ↔ Könitz ↔ Kamsdorf |                             | 24 km                                                      |                                                                                         |                    |           | |                                                                       |
|      | Elster-Radweg                      |                           | Greiz ↔ Bad Köstritz ↔ Gera |                             | 250 km                                                     |                                                                                         |                    |           | |                                                                       |
|      | Emberg-Radweg                      |                           | Buttlar ↔ Oechsen ↔ Dermbach ↔ Glattbach |                             | 22 km                                                      | (teilweise: Wenigentaft–Oechsen)                                                        |                    |           | |                                                                       |
|      | Emsenbach-Radweg                   |                           | Bad Sulza |                             | 3 km                                                       |                                                                                         |                    |           | |                                                                       |
|      | Radweg Erfurter Seen               |                           | Erfurt |                             | 12 km                                                      |                                                                                         |                    |           | |                                                                       |
|      | Erneuerbare Energien Radweg        |                           | Crossen ↔ Königshofen ↔ Schkölen ↔ Frauenprießnitz ↔ Dornburg-Camburg |                             | 38 km                                                      |                                                                                         |                    |           | |                                                                       |
|      | Euregio Egrensis                   |                           | Greiz ↔ Zeulenroda ↔ Saalburg ↔ Blankenstein ↔ Böhmen ↔ Tschechien |                             | 580 km                                                     |                                                                                         |                    |           | |                                                                       |
|      | Feininger-Radweg                   |                           | Weimar ↔ Taubach ↔ Mellingen |                             | 28 km                                                      |                                                                                         |                    |           | |                                                                       |
|      | Feldatal-Radweg                    |                           | Kaltennordheim ↔ Dermbach ↔ Stadtlengsfeld ↔ Dorndorf ↔ Merkers |                             | 49 km                                                      | · (teilweise: etwa 14 km)                                                               |                    |           | |                                                                       |
|      | Felda-Ulster-Radweg                |                           | Dermbach ↔ Oechsen ↔ Buttlar |                             | 20 km                                                      |                                                                                         |                    |           | |                                                                       |
|      | Finnebahn-Radweg                   |                           | Kölleda ↔ Battgendorf ↔ Großmonra ↔ Ostramondra ↔ Bachra ↔ Schafau ↔ Rothenberga |                             | 18 km                                                      | (ja: Finnebahn)                                                                         |                    |           | |                                                                       |
|      | Gera-Radweg                        |                           | Schmücke ↔ Geraberg ↔ Arnstadt ↔ Erfurt ↔ Ringleben |                             | 75 km                                                      |                                                                                         |                    |           | |                                                                       |
|      | Grafen-Radweg                      |                           | Mühlberg ↔ Wandersleben ↔ Apfelstädt ↔ Sülzenbrücken ↔ Haarhausen ↔ Holzhausen |                             | 20 km                                                      |                                                                                         |                    | ♺         | |                                                                       |
|      | Haineck Radweg                     |                           | Nazza ↔ Ebenshausen ↔ Frankenroda |                             | 14 km                                                      |                                                                                         |                    |           | |                                                                       |
|      | Haseltalradweg                     |                           | Suhl ↔ Einhausen |                             | 23 km                                                      |                                                                                         |                    |           | |                                                                       |
|      | Herkules-Wartburg-Radweg           |                           | Kassel ↔ Creuzburg ↔ Eisenach |                             | 110–215 km                                                 |                                                                                         |                    |           | |                                                                       |
|      | Ilmtal-Radweg                      |                           | Allzunah ↔ Ilmenau ↔ Weimar ↔ Apolda ↔ Kaatschen-Weichau |                             | 125 km                                                     | · (teilweise: Ilmenau–Langewiesen)                                                      | 4★                 |           | |                                                                       |
|      | Ilm-Rennsteig-Radweg               | Ilmenau                   | Langewiesen ↔ Gehren ↔ Großbreitenbach | Neustadt am Rennsteig       | 21 km                                                      | (ja: Ilmenau–Großbreitenbach)                                                           |                    |           | |                                                                       |
|      | Iron Curtain Trail (EV13)          | (NO: Kirkenes ↔) Ellrich  | Teistungen ↔ Eisenach ↔ (HE: Point Alpha) ↔ Geisa ↔ (HE: Tann) ↔ Frankenheim ↔ (BY: Fladungen)                                                                                      | Blankenstein (↔ BG: Rezovo) | 263,4 km in TH ca. 581 km TH+angrenzend ca. 7650 km gesamt |                                                                                         |                    | —         | Lagekarte unter https://cycling.waymarkedtrails.org/#route?type=relation&id=1729735 aufrufen · :Positionskarte des Iron Curtain Trail (ICT bzw. EV13) in Thüringen.svg |                                                                       |
|      | Kanonenbahn-Radweg                 | Dingelstädt               | Kefferhausen ↔ Küllstedt ↔ Effelder ↔ Großbartloff ↔ Lengenfeld unterm Stein ↔ Geismar ↔ Großtöpfer                                                                                 | Frieda (Meinhard)           | 31 km                                                      | (ja: Dingelstädt–Geismar begleitend)                                                    |                    |           | | verbindet Unstrut- und Werratal-Radweg                                |
|      | Kirchenradweg Jena – Thalbürgel    |                           | Jena ↔ Thalbürgel |                             | 14 km                                                      |                                                                                         |                    |           | |                                                                       |
|      | Keltenradweg                       |                           | Römhild ↔ Kloster Veßra ↔ Themar |                             | 44 km                                                      |                                                                                         |                    |           | |                                                                       |
|      | Kloster-Radweg                     |                           | Leutnitz ↔ Solsdorf ↔ Hengelbach ↔ Paulinzella ↔ Königsee |                             | 18 km                                                      |                                                                                         |                    |           | |                                                                       |
|      | Kyffhäuser-Radweg                  |                           | Artern ↔ Bad Frankenhausen ↔ Pfalz Tilleda |                             | 40 km                                                      |                                                                                         |                    |           | |                                                                       |
|      | Laura-Radweg                       |                           | Weimar ↔ Schloßvippach ↔ Sömmerda |                             | 46 km                                                      |                                                                                         |                    |           | |                                                                       |
|      | Leine-Heide-Radweg                 |                           | Leinefelde ↔ Hamburg |                             | 410 km                                                     |                                                                                         |                    |           | |                                                                       |
|      | Leine-Werra-Radweg                 |                           | Bornhagen ↔ Heilbad Heiligenstadt ↔ Leinefelde |                             | 11 km                                                      |                                                                                         |                    |           | |                                                                       |
|      | Loquitzradwanderweg                |                           | Probstzella ↔ Eichicht (Kaulsdorf) |                             | 30 km                                                      |                                                                                         |                    |           | |                                                                       |
|      | Main-Werra-Radweg                  |                           | Würzburg ↔ Meiningen |                             | 135 km                                                     |                                                                                         |                    |           | |                                                                       |
|      | Radweg Meiningen-Haßfurt           |                           | Meiningen ↔ Sülzfeld ↔ Haßfurt |                             | 98 km                                                      |                                                                                         |                    |           | |                                                                       |
|      | Mommelstein-Radweg                 |                           | Wernshausen ↔ Schmalkalden ↔ Kleinschmalkalden ↔ Rennsteig |                             | 28 km                                                      | · (teilweise: 12 km)                                                                    |                    |           | |                                                                       |
|      | Mühlenradweg Saale-Ilm             | Rudolstadt                | Pflanzwirbach ↔ Ammelstädt ↔ Teichröda ↔ Eschdorf ↔ Remda ↔ Altremda ↔ Ehrenstein ↔ Döllstedt                                                                                       | Kleinhettstedt              | 24 km                                                      | —                                                                                       |                    | —         | | verbindet den Saale- mit dem Ilmtal-Radweg                            |
|      | Radweg Mühlberg-Stadtilm           |                           | Mühlberg ↔ Stadtilm |                             | 26 km                                                      |                                                                                         |                    |           | |                                                                       |
|      | Napoleon-Radweg 1806               | Jena                      | Apolda ↔ Bad Sulza | Auerstedt                   | 34 km                                                      |                                                                                         |                    |           | Lagekarte unter https://cycling.waymarkedtrails.org/#route?type=relation&id=28294 aufrufen · :Positionskarte der Napoleon-1806-Radroute in Thüringen.svg               |                                                                       |
|      | Nationalpark Hainich „Gelbe Route“ |                           | Creuzburg ↔ Bischofroda ↔ Craula ↔ Weberstedt ↔ Bad Langensalza |                             | 37 km                                                      |                                                                                         |                    |           | |                                                                       |
|      | Nationalpark Hainich „Rote Route“  |                           | Mühlhausen ↔ Kammerforst ↔ Craula |                             | 22 km                                                      |                                                                                         |                    |           | |                                                                       |
|      | Nessetal-Radweg                    |                           | Erfurt ↔ Gotha ↔ Eisenach |                             | 49 km                                                      |                                                                                         |                    |           | |                                                                       |
|      | Orla-Radweg                        |                           | Triptis ↔ Freienorla |                             | 34 km                                                      |                                                                                         |                    |           | |                                                                       |
|      | Pleiße-Radweg                      | (SN: Leipzig ↔) Haselbach | Talsperre Windischleuba ↔ Windischleuba ↔ Münsa ↔ Saara ↔ Gößnitz | Gosel (↔ SN: Ebersbrunn)    | 36,7 km (TH) 64,3 km (SN) 101 km (D)                       |                                                                                         |                    | —         | Lagekarte unter https://cycling.waymarkedtrails.org/#route?type=relation&id=23502 aufrufen · :Positionskarte der Radroute an der Pleiße in Thüringen.svg               |                                                                       |
|      | Pummpälzweg                        |                           | Bad Salzungen ↔ Schweina ↔ Rennsteig ↔ Wartburg |                             | 28 km                                                      |                                                                                         |                    |           | |                                                                       |
|      | Rennsteig-Radwanderweg             |                           | Hörschel ↔ Ruhla ↔ Oberhof ↔ Neuhaus am Rennweg ↔ Blankenstein |                             | 195 km                                                     |                                                                                         |                    |           | |                                                                       |
|      | Rhönradweg                         |                           | Bad Salzungen ↔ Dorndorf ↔ Buttlar |                             | 180 km                                                     |                                                                                         |                    |           | |                                                                       |
|      | Rhön-Rennsteig-Radweg              |                           | Fladungen ↔ Oberhof |                             | 80 km                                                      |                                                                                         |                    |           | |                                                                       |
|      | Rosatal-Radweg                     |                           | Wernshausen ↔ Urnshausen |                             | 21 km                                                      |                                                                                         |                    |           | |                                                                       |
|      | Radweg Rudolstadt-Stadtilm         |                           | Rudolstadt ↔ Remda ↔ Stadtilm |                             | 29 km                                                      |                                                                                         |                    |           | |                                                                       |
|      | Saale-Radwanderweg                 |                           | Blankenstein ↔ Ziegenrück ↔ Saalfeld/Saale ↔ Rudolstadt ↔ Jena ↔ Camburg |                             | 425 km                                                     |                                                                                         |                    |           | |                                                                       |
|      | Saale-Unstrut-Elster-Rad-Acht      |                           | Weißenfels ↔ Naumburg ↔ Bad Kösen ↔ Bad Sulza ↔ Freyburg |                             | 180 km                                                     |                                                                                         |                    |           | | führt hauptsächlich durch den Burgenlandkreis                         |
|      | Schwarzatal-Radweg                 |                           | Schwarza (Rudolstadt) ↔ Bad Blankenburg ↔ Schwarzburg ↔ Sitzendorf |                             | 45 km                                                      |                                                                                         |                    |           | |                                                                       |
|      | Südharz-Radweg, Harzrundweg        |                           | Nordhausen ↔ Ilfeld ↔ Herrmannsacker |                             | 57 km                                                      |                                                                                         |                    |           | |                                                                       |
|      | Sülzetalradweg                     |                           | Meiningen ↔ Sülzfeld ↔ Hermannsfeld ↔ Mellrichstadt |                             |                                                            |                                                                                         |                    |           | |                                                                       |
|      | Radwanderweg Tannhäuser            |                           | Barchfeld ↔ Ruhla ↔ Wutha-Farnroda |                             | 27 km                                                      |                                                                                         |                    |           | |                                                                       |
|      | Thüringer Mühlenradweg             |                           | Eisenberg ↔ Stadtroda ↔ Jena ↔ Bürgel |                             | 80 km                                                      |                                                                                         |                    |           | |                                                                       |
|      | Thüringer Städtekette              |                           | Altenburg ↔ Gera ↔ Jena ↔ Weimar ↔ Erfurt ↔ Gotha ↔ Eisenach |                             | 240 km                                                     |                                                                                         |                    |           | |                                                                       |
|      | Ulstertal-Radweg                   |                           | Hilders ↔ Tann (Rhön) ↔ Geisa ↔ Buttlar |                             | 55 km                                                      |                                                                                         |                    |           | |                                                                       |
|      | Unstrut-Hahle-Radweg               |                           | Dingelstädt ↔ Leinefelde ↔ Worbis ↔ Duderstadt |                             | 35 km                                                      |                                                                                         |                    |           | |                                                                       |
|      | Unstrut-Leine-Radweg               |                           | Dingelstädt ↔ Heilbad Heiligenstadt |                             | 12 km                                                      |                                                                                         |                    |           | |                                                                       |
|      | Unstrut-Radweg                     |                           | Kefferhausen ↔ Naumburg (Saale) |                             | 191 km                                                     |                                                                                         |                    |           | |                                                                       |
|      | Unstrut-Werra-Radweg               | Artern                    | Schönfeld (Artern) ↔ Bad Frankenhausen ↔ Mühlhausen/Thüringen ↔ Oberdorla | Treffurt (↔ HE: Heldra)     | 113 km                                                     | · (ja: Vogteier Bimmelbahn • Ebeleben–Mühlhausen • Hohenebra–Ebeleben • Kyffhäuserbahn) |                    | —         | Lagekarte unter https://cycling.waymarkedtrails.org/#route?type=relation&id=391590 aufrufen · :Positionskarte der Werra-Unstrut-Radroute in Thüringen.svg              | verbindet Unstrut- und Werratal-Radweg; siehe auch Kanonenbahn-Radweg |
|      | Waldrandroute                      | Eisenach                  | Wutha-Farnroda ↔ Hörselberg-Hainich ↔ Waltershausen ↔ Bad Tabarz ↔ Friedrichroda ↔ Georgenthal ↔ Ohrdruf ↔ Geratal ↔ Elgersburg ↔ Ilmenau ↔ Königsee ↔ Bad Blankenburg ↔ Rudolstadt | Saalfeld                    | 126 km                                                     | · (teilweise: Ilmenau–Gehren)                                                           |                    |           | |                                                                       |
|      | Werra-Obermain-Radweg              |                           | Hildburghausen ↔ Stressenhausen ↔ Streufdorf ↔ Heldburg ↔ Lindenau ↔ Gemünda in Oberfranken ↔ Seßlach ↔ Kaltenbrunn ↔ Wiesen                                                        |                             | 60 km                                                      |                                                                                         |                    |           | |                                                                       |
|      | Werratal-Radweg                    |                           | Siegmundsburg ↔ Meiningen ↔ Bad Salzungen ↔ Gerstungen ↔ Treffurt |                             | 290 km                                                     |                                                                                         |                    |           | |                                                                       |
|      | Werra-Suhltal-Radweg               |                           | Bad Salzungen ↔ Gräfen-Nitzendorf ↔ Möhra ↔ Marksuhl ↔ Wünschensuhl ↔ Herda ↔ Berka/Werra ↔ Gerstungen                                                                              |                             | 33 km                                                      |                                                                                         |                    |           | |                                                                       |